# Maria Puchol Butier

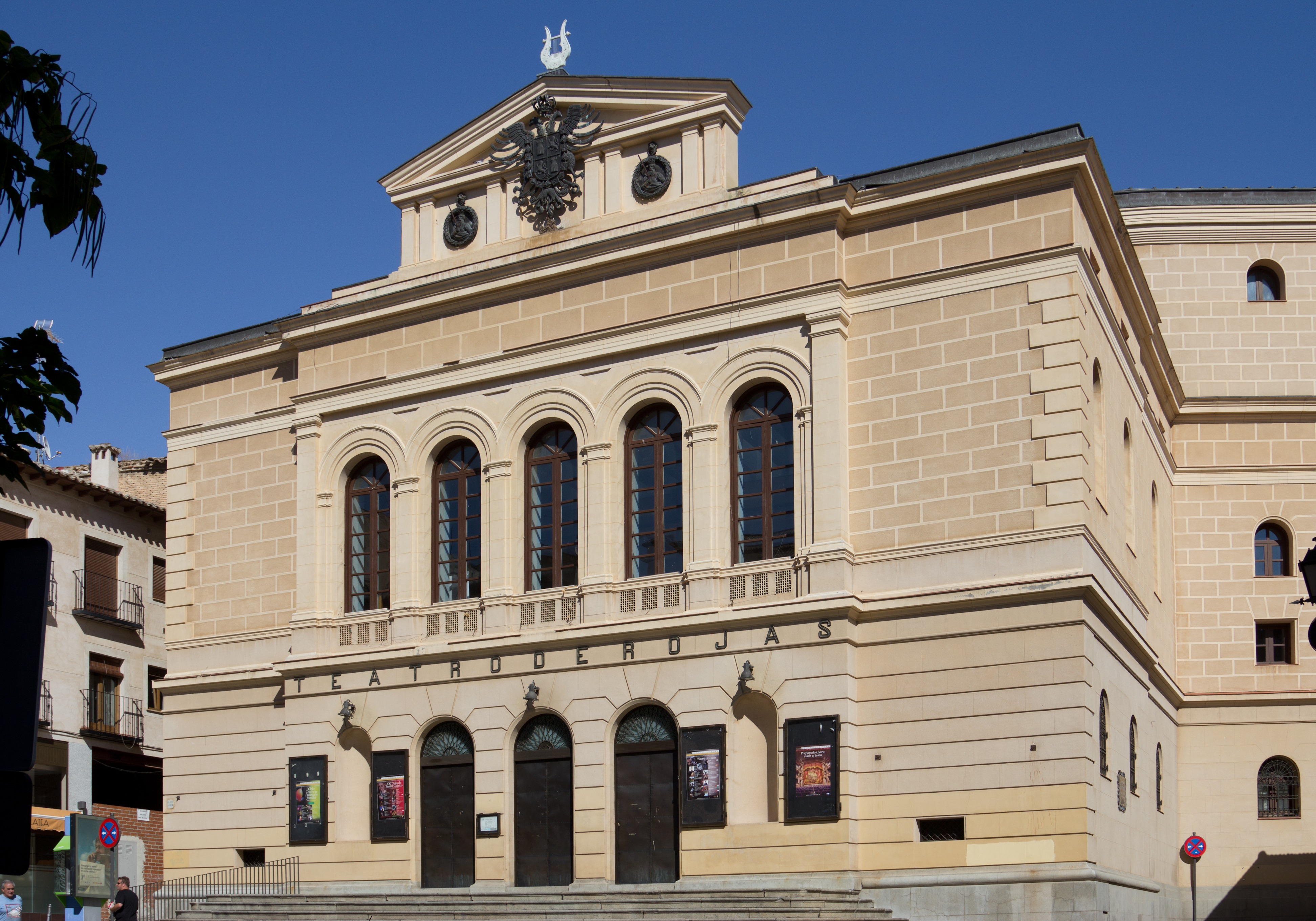
Teatro de Rojas de Toledo on debuta Maria Puchol

Maria Puchol Butier (València, 1899 - [...?]) fou una artista lírica-dramàtica.
Amb catorze anys debutà a Toledo en el Teatro de Rojas. Va fer diverses temporades en els principals teatres d'Espanya i Amèrica, com a tiple còmica i cantant. Va pertànyer com la major part de la seva família a la companyia de Ramón Peña i el 1922 va ingressar en la de Puchol-Ozores formada per la seva germana Luisa.
En la seva maduresa va fer papers secundaris en el cinema i la televisió: com el (1961) La mano en la trampa del director argentí Leopoldo Torre Nilsson. Abans havia actuat (1960) fent el rol de Madre superiora en la sèrie de TV La hermana San Sulpicio i en el film Las manos sucias (1957) dels dos directors José Antonio de la Loma i Marcello Baldi.